# フィンランドの交通
フィンランドの交通（フィンランドのこうつう）では、フィンランド共和国における交通の概略を示す。フィンランドにおいて、交通に影響を与える主な要因は人口の少なさ、町の間の長い距離、および水路が冬に氷結することと陸地に雪が積もることだった。
フィンランドの道路網を使用するのは主に国内における貨物輸送と旅客輸送である。2010時点では主な道路網の総長は78,162kmで全ての公道の長さは104,161kmである。高速道路網の総長は779kmでさらに124kmが自動車専用道路となっている:23, 42。道路網の支出は10億ユーロとなっており、これが自動車税収約15億ユーロとガソリン税収約10億ユーロでまかなわれている。
国際間の旅客輸送は主にヘルシンキ・ヴァンター国際空港を通じて行われ、その年間旅客数は2016年時点では1,700万人以上となっている。旅客輸送が行われている空港は約25か所あり、その支出は競争価格でまかなわれているが郊外にある空港には助成金が支払われることもある。ヘルシンキ・ヴァンター国際空港を拠点としたフィンエアー（アジアに重点を置いた経営策で知られる）とノルディック・リージョナル・エアラインは国内線と国際線の両方を経営している。ヘルシンキの位置は西ヨーロッパと遠東を繋ぐ大圏コースに最適であるため、多くの旅客はアジアとヨーロッパの間を旅行するとき、ヘルシンキに立ち寄る。
人口密度は低いが、フィンランドの納税者は毎年約3.5億の支出で郊外地まで繋ぐ総長5,865kmの鉄道を維持している。鉄道の運営は大半が民営化されており、現在唯一運営会社は国有のVRグループである。VRの旅客輸送における市場占有率は5パーセントであり、そのうち8割は大ヘルシンキ地域の都市部である。貨物輸送における市場占有率は25パーセントになっている。
砕氷船により、フィンランドの港口23か所は全て年間を通して開いている。ヘルシンキとトゥルクからタリン、マリエハムン、スウェーデンなどへのフェリーによる旅客輸送がある。

## 道路
道路交通はフィンランドにおいて、特に鉄道のない郊外では最も使われる輸送方法である。2011年時点では公道の総長が78,162kmであり、うち51,016kmが舗装されている:42。主要な道路網の総長は13,329km以上である:23。
フィンランドの法律では公道を走行する車両に運転手が乗る必要がないため自動運転車の実験が始めやすいとされる。

### 高速道路
公道の交通のうち64%が主要道路で行われている:11。主要道路は1等（ヴァルタティエ、フィンランド語: Valtatie）と2等（カンタティエ、フィンランド語: Kantatie）に分かれている。フィンランドの高速道路は1960年代から建設が始められたが、交通量自体がそれほど多くないためフィンランドの高速道路はあまり多くなく、2010年時点では総長が863kmとなっている:23。最も長い高速道路はヘルシンキ・トゥルク間の国道1号/E18、ヘルシンキ・タンペレ間の国道3号/E12、ヘルシンキ・ヘイノラ間の国道4号/E75、ヘルシンキ・ハミナ間の国道7号/E18である。世界最北の高速道路もフィンランドにあり、ケミンマー・トルニオ間の国道29号/E8号線がそれにあたる。
フィンランドには有料道路は存在しない。

### 速度制限

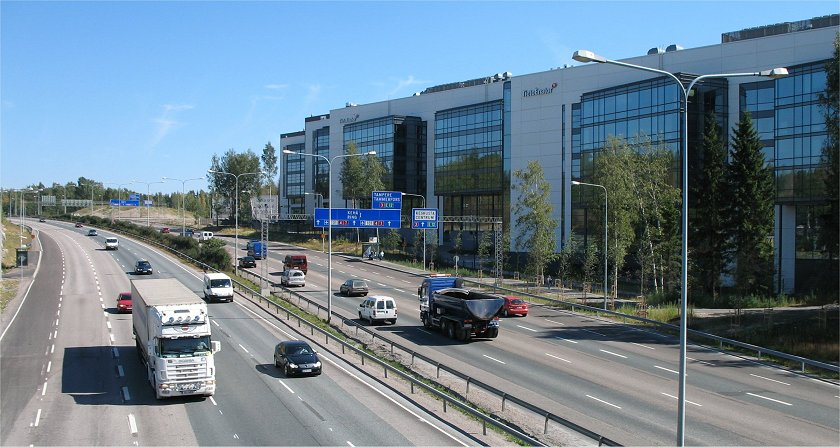
1号環状線、ヘルシンキのポホヨイス＝ハーガにあるオフィスビル。

フィンランドの道路における速度制限は時期によって違い、夏では120 km/hだが冬では100 km/hである。高速道路の最高速度制限は一般的には100か80 km/hになっている。都市部の速度制限は30から60 km/hになっている。速度制限標識が特にない場合、フィンランドにおける一般的な速度制限は市街地では50 km/h、それ以外では80 km/hとなっている。

### 車両
2013年時点のフィンランドでは登録された車が495万台あり、うち258万台が自動車になっている。博物館の車を除いた車の平均車齢は10年以上であり、廃車となるのは一般的には車齢24年になってからである。2015年に新しく登録された車は123,000台である。中古車の売上は毎年約55万から60万台になっている。2011年から2014年、最も売れた車のブランドはフォルクスワーゲンであり、その市場占有率は12％である。

### 公共交通機関
長距離用バスは主に民営であり、全国で運営されている。エクスプレスブスは全ての大都市の間と主な郊外地の路線バスを運営しており、またより安いOnniBus.comも新しく成立された。長距離用バスのバス停の運営はマトカフオルト社が運営している。

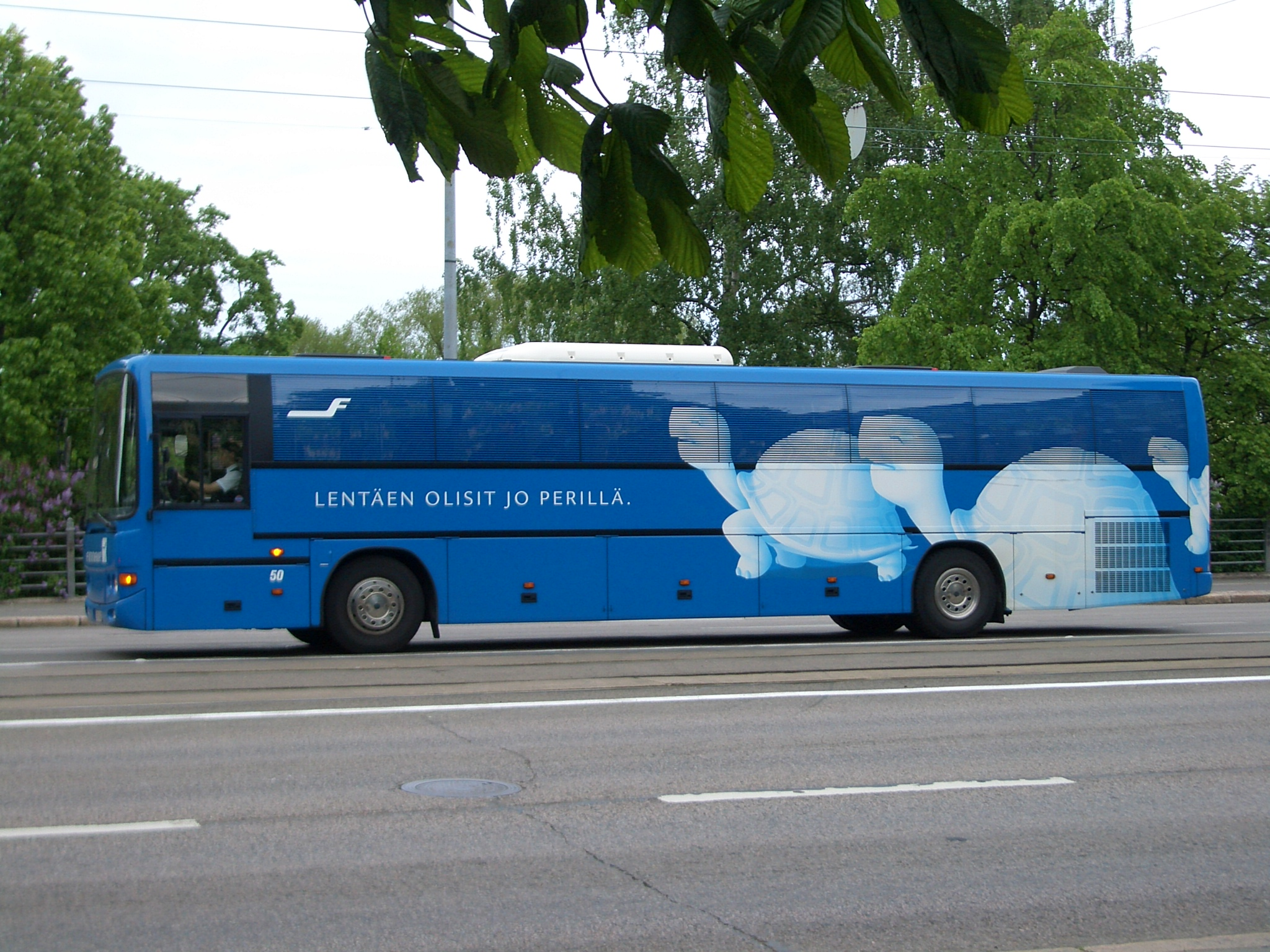
ヘルシンキ・ヴァンター国際空港行きのフィンエアーのバス。

市内や町内の路線バスシステムは市議会により厳しく規制されていることが多い。タンペレなどでは市営のバス運営会社を持っており、民営バスと競争している。地域の路線バスは県政府により既存バス会社を守るための規制を敷いており、トゥルクのTLOなどでカルテルを形成した。一方、ヘルシンキ地域交通局など権力の強い規制機関では路線を入札させており、2010年代の転換期以降はそれがフィンランドで一般的な制度になる。

### 交通事故
2015年、傷者を出した交通事故の数は5,164件あり、合計266人が死亡した。100万人毎の交通事故死者数はヨーロッパの平均よりわずかに低い。1970年代初期には毎年1,000人以上が交通事故で死亡したため、交通の安全さは大幅に上昇したことになる。

### 駐車場
地方自治体法第30と31章は1990年以降、住民投票についての権利を定めている。例えば、トゥルクの住民は1か月間で1万5千人の署名を得て地下駐車場に反対するための住民投票を起こした。当時、駐車場会社からの献金を得た政治家が住民の意見を無視したためであった。国際公共共通連合によると、駐車場建設がプライベート・カーを最も促進する方法の1つであったため、ヨーロッパの多くの都市が1990年代以降費用の高い地下駐車場を閉鎖させていた。欧州連合は都市圏における交通の外部費用の内部化を図るための都市発展ガイドラインを勧奨した。フィンランドにおいて、多くのお店が無料駐車を提供している。

## 鉄道交通

### 鉄道

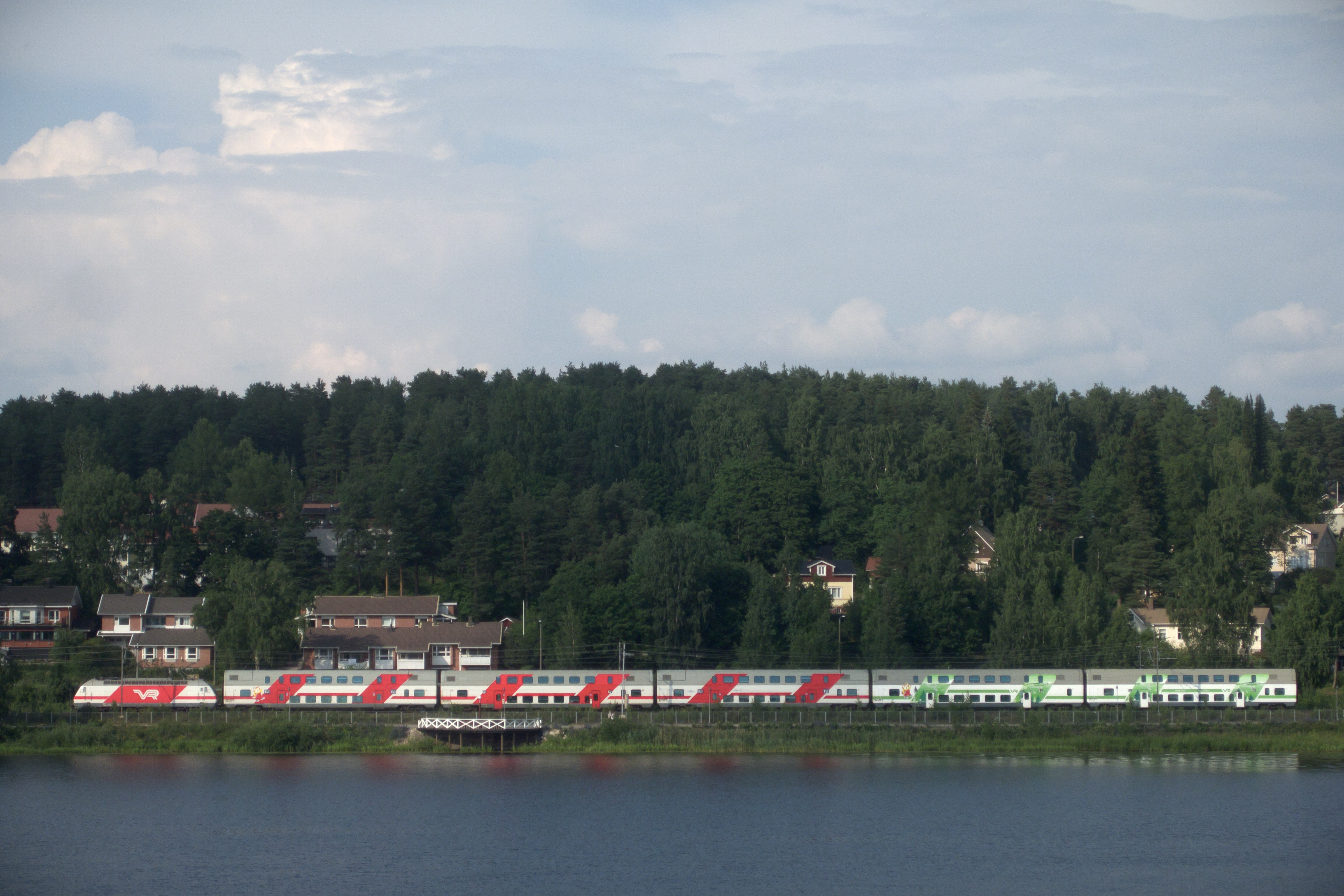
ハメーンリンナを走る、二階建てのInterCity 2列車、2011年撮影。

フィンランドの鉄道網の総長は5,919kmになっており、軌間は1,524mmの広軌になっている。合計3,072kmの区間が電化されている。2010年、全ての旅客が鉄道で長距離移動した回数は1,340万回になっており、短距離移動の回数は5,550万回になっている。同年の貨物輸送量は3,500万トンになっている。
旅客鉄道は国有のVRグループが運営している。VRグループの旅客鉄道は全ての大都市と多くの郊外地で運営しており、路線バスがそれを補完している。多くの旅客鉄道路線がヘルシンキ中央駅を通るが、それを終点としており、旅客鉄道網の大部分がヘルシンキを中心にしている。VRSm3電車による高速鉄道ペンドリノ（Pendolino）がヘルシンキとユヴァスキュラ、ヨエンスー、クオピオ、オウル、タンペレ、トゥルクなどの大都市の間で運営している。ペンドリノのほかにはインターシティも運営されており、また旅客数の少ない地域ではより古く、安い鉄道が運営されている。
ヘルシンキの市内鉄道システムは3つあり、すなわちヘルシンキ・トラム、ヘルシンキ地下鉄、ヘルシンキ近郊列車の3つである。ライトレールの架設計画がフィンランドの主要な都市部であるヘルシンキ、トゥルク、タンペレで計画されている。

### 路面電車とライトレール

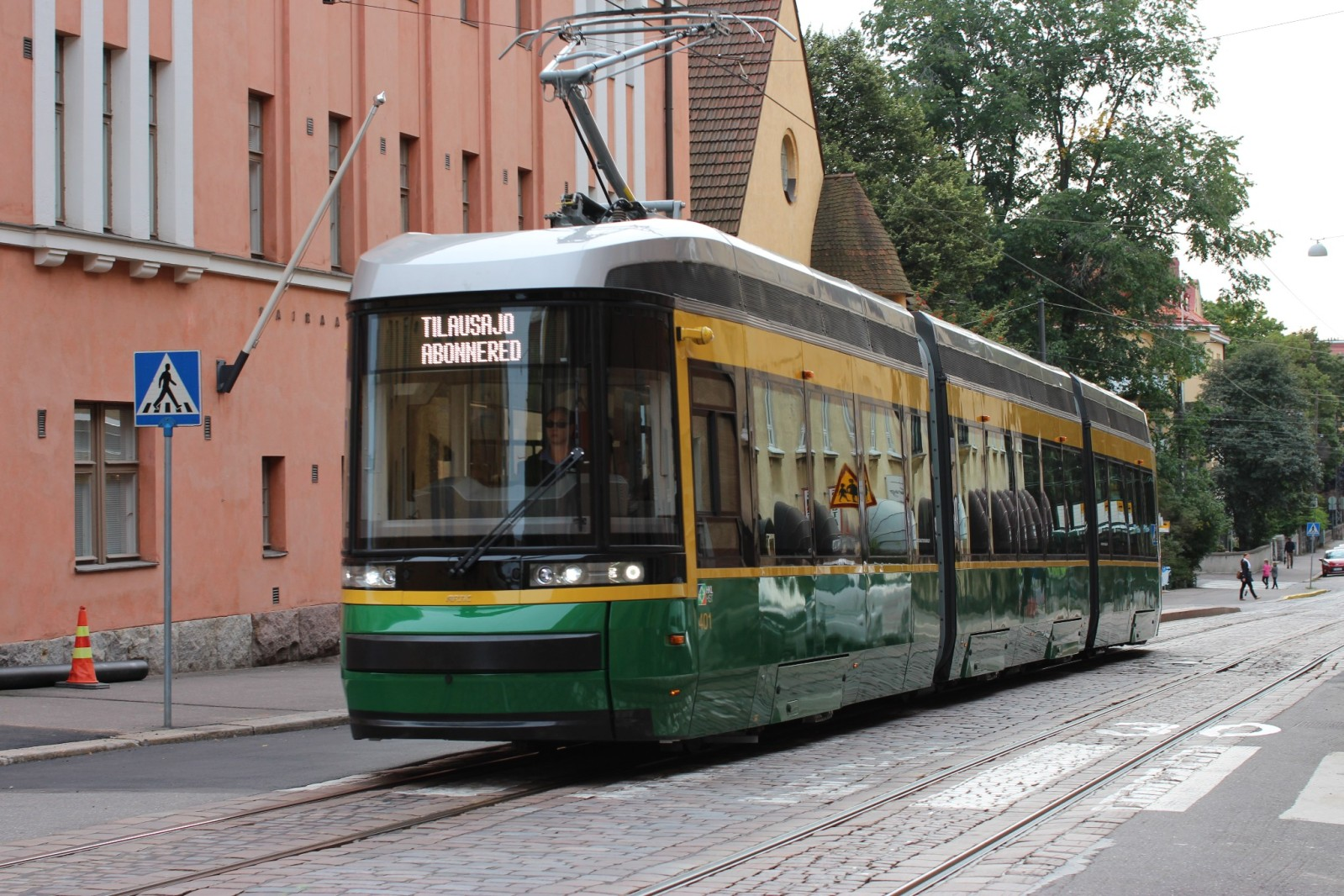
ヘルシンキのアルティク、2013年撮影。

フィンランドにおいて、路面電車が存在するのはヘルシンキ、トゥルクと元フィンランド領のヴォープリになっている。このうち、2000年代以降でも路面電車を維持しているのはヘルシンキだけであり、ヴィボルグの路面電車はヴィボルグがソビエト連邦に割譲された後の1957年に停止され、トゥルクの路面電車は1972年に停止された。
2016年、タンペレ市議会がタンペレ・ライトレールの架設を許可した。架設の第1期は2016年末に開始、2021年に完成する予定である。トゥルクも路面電車を新しく架設する計画があるが、計画を実行する決定は下されていない。
2017年時点ではヘルシンキの路面電車が13路線を経営しており、運営中の線路の総長は約90kmになっている。ヘルシンキの路面電車の旅客数は毎年5,700万人になっている。

## 航空交通
フィンランドの飛行場は148か所あり、うち74か所は舗装された滑走路がある。旅客輸送を行っている空港は21か所あり、うち最大はヘルシンキ・ヴァンター国際空港で年間旅客数2位はオウル空港である。大型空港は国有のフィナヴィア社（元フィンランド民用港口管理局）により管理されている。国内線における最大手の航空会社はフィンエアー、ノルディック・リージョナル・エアライン、ノルウェージャン・エアシャトルである。
ヘルシンキ・ヴァンター国際空港はフィンランドにおいて最も使われている国際線の行き先であり、バンコク、北京、広州、名古屋、ニューヨーク市、大阪、上海、香港、東京との間には直行便もある。ヘルシンキの位置は西ヨーロッパと遠東を繋ぐ大圏コースに最適である。空港はヘルシンキから19km北にあるヴァンターにあるため、「ヘルシンキ・ヴァンター」空港となっている。
国際線の定期便があるほかの空港はコッコラ・ピエタルサーリ空港、マリエハムン空港、タンペレ＝ピルッカラ空港、タンペレ＝ピルッカラ空港、ヴァーサ空港である。

## 海運・水運交通

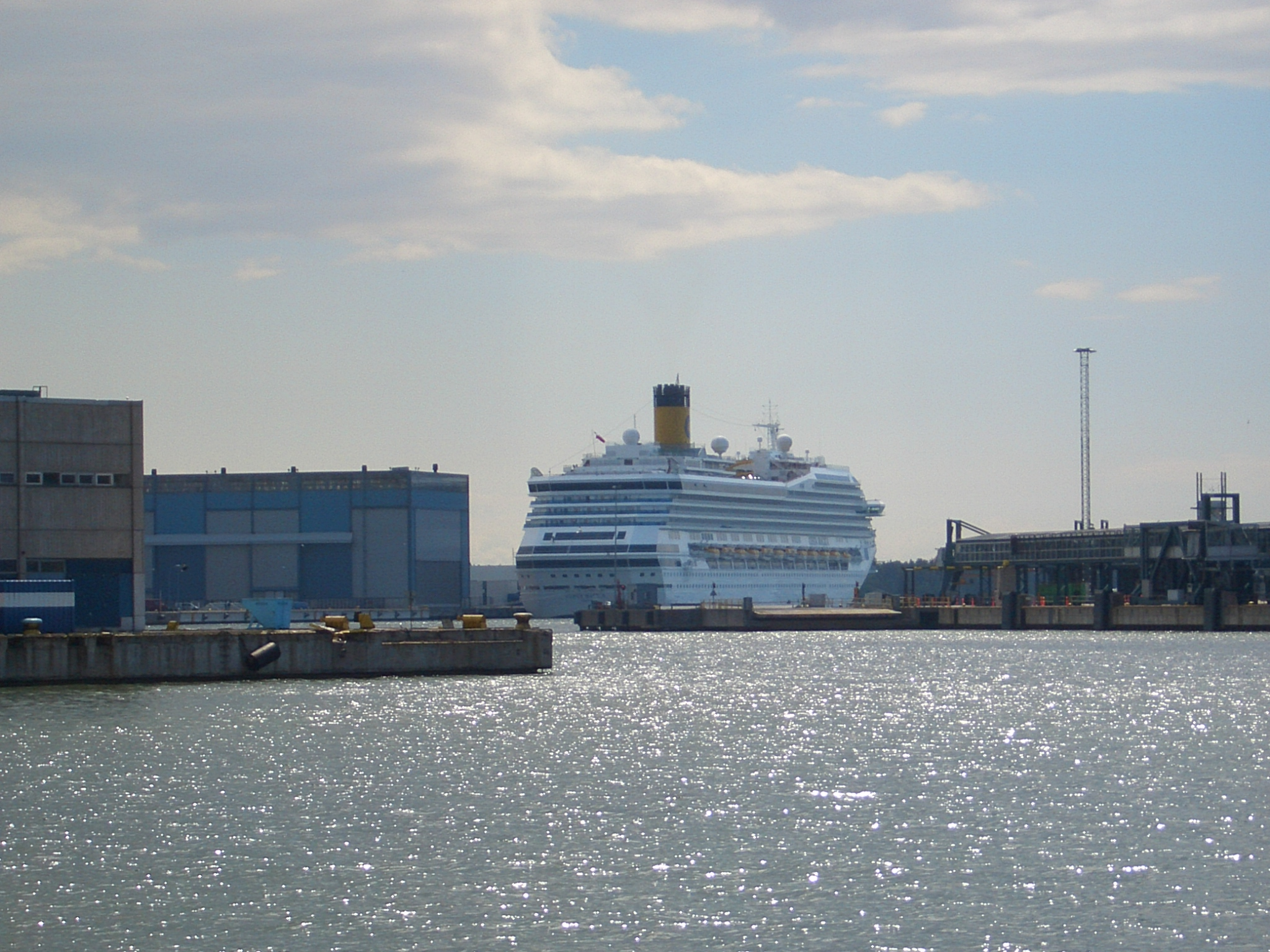
ヘルシンキ港にある大型クルーザー、2006年撮影。

フィンランド海事管理局がフィンランドの水道網を管理している。フィンランドの水路には7,600kmの沿岸航路と河川、運河、湖にある7,900kmの内陸水道がある。サイマー運河はサイマー湖（そしてフィンランドの内陸水道網）とバルト海のヴィボルグ（ヴィープリ）を繋いでいる。しかし、運河の下流部はロシア領である。国境を通過する輸送のためにフィンランドは運河のロシア領にあたる部分を租借している（最初の合意は1963年にソビエト連邦との間で成立したものである）。
フィンランド最大の一般港口はハミナ＝コトカ港である。旅客輸送用港口ではヘルシンキ港が最もよく使われているが、ヘルシンキ港では貨物輸送も多い。貨物輸送量の順番では1位から5位までがハミナ＝コトカ港、ヘルシンキ港、ラウマ港、キルピラハティ港、ナーンタリ港である。
砕氷船により、フィンランドの港口23か所は全て年間を通して開いている。ボスニア湾にある港口は年間平均6か月砕氷船を要しており、フィンランド湾にある港口は年間3か月砕氷船を要する。

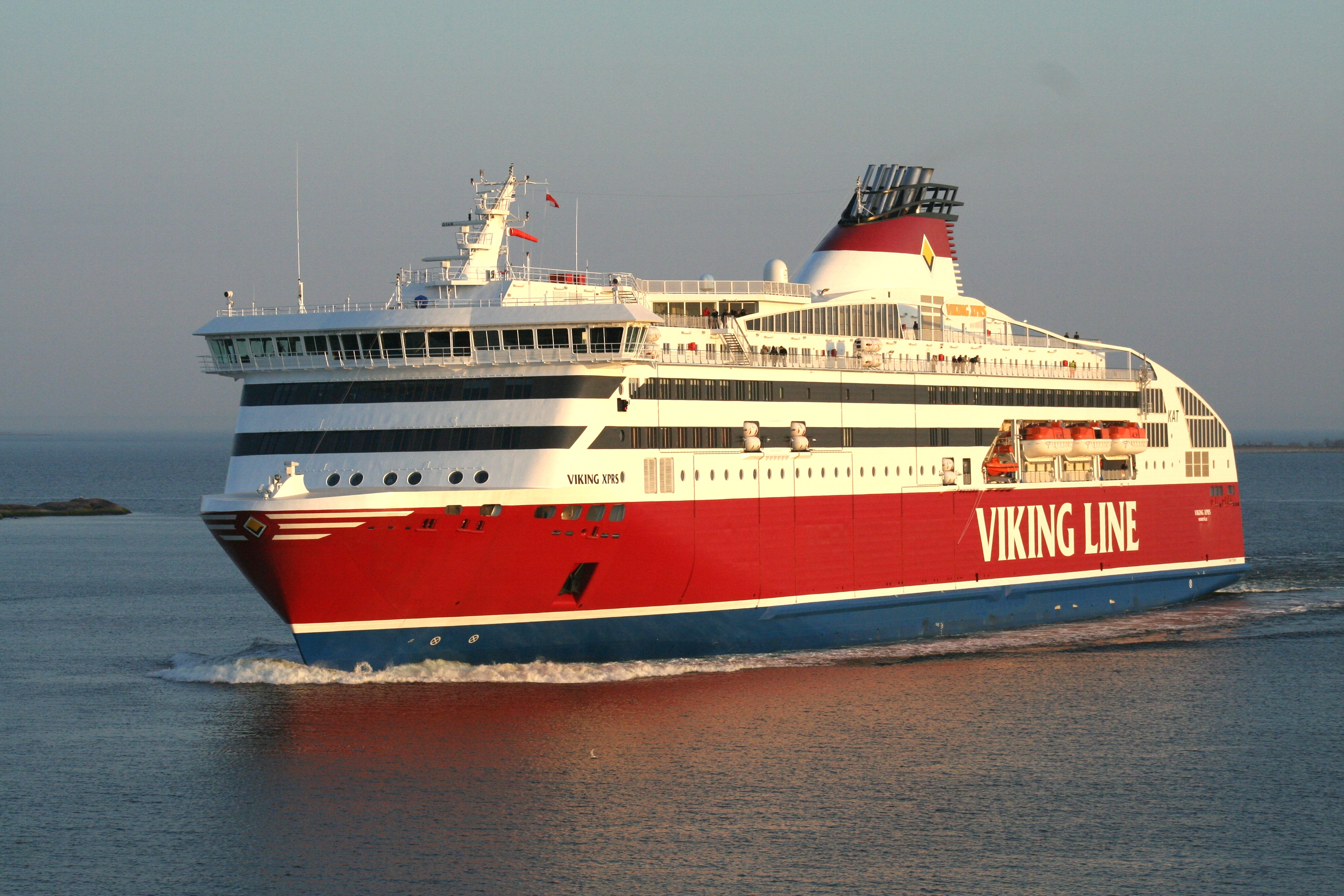
ヴァイキングラインはヘルシンキとタリンの間のフェリー航路を運営している会社の1つである。

フィンランドとエストニアおよびスウェーデンを繋ぐフェリー輸送が頻繁に行われている。バルト海のクルーズ客船もヘルシンキ港に定期的に停泊している。国内線ではフィンランドの離島を本島とつないでいる航路がある。フィンランドの貨物港は国内の需要を満たすほか、ロシアへの再輸出も行われている。